# Onchocerca volvulus
Onchocerca volvulus är en rundmask (fylum nematoder) som orsakar sjukdomen flodblindhet (onchocerciasis). Det är en av åtta parasitiska nematoder som orsakar filariasis, ett samlingsnamn för tropiska infektioner där nematoderna blockerar blodkärlen hos människor. Flodblindhet drabbar ca 18 miljoner människor per år.
Människorna kommer i kontakt med parasiten O. volvulus i samband med bett av blodsugande knott (black fly) i släktet Simulium vilka som fungerar som bärare. Knotten förökar sig i rinnande vatten där knottlarverna försörjer sig som filtrerare. Larverna behöver god tillgång på syre.
Infektionsrisken är därför större i flodområden och blindheten orsakad av O.volvulus kallas därför ofta för ”flodblindhet”. Ett tidigt tecken på en O. volvulus-infektion är upphöjda knölar som man kan se under huden, oftast vid benutskott vid höfter och knän. Vid dessa knölar utvecklas flera otrevliga symtom så som hudutslag, intensiv klåda och hudpigmentering. Symptomen orsakas av ansamlingar av mikrofilarier, det första larvstadiet i livscykeln 
Microfilarierna migrerar också till ögat där de kan orsaka inflammation och andra komplikationer som kan leda till blindhet.

## Utbredning
O. volvulus förekommer i fler än 25 länder i centrala Afrika. Även mindre endemier av onchocerciasis förekommer i Central – och Sydamerika och på arabiska halvön.
Arten O. volvulus härstammar troligtvis från Afrika och kom via slavhandeln till de latinamerikanska länderna.
Främst förekommer onchocerciasis vid snabbt strömmande vattendrag där knottlarverna utvecklas, ofta i närheten av bördig mark där människor är beroende av jordbruket.

## Historia
I Ghana år 1875 var O’Neill först med att observera mikrofilarier från O. volvulus och det tog sedan nästan 20 år innan den vuxna rundmasken beskrevs av Leuckart från prover som skickats av missionärer i Ghana. 1923 visade Blacklock i Sierra Leone att knottarten Simulium damnosum var orsaken till spridning . Hissette i Kongo, och Robles i Guatemala kopplade sedan O. volvulus till flodblindhet.

## Utseende
En vuxen O. volvulus är lång och smal. Hanarna har en längd mellan 19 och 42 cm och en bredd från 0,13 – 0,21 mm. Honorna har en längd från 33,5 cm upp till 50 cm och en bredd som ligger mellan 0,27 och 0,40 mm. Mikrofilarierna som släpps från den vuxna honan är 0,25 – 0,30 mm långa.

## Livscykel

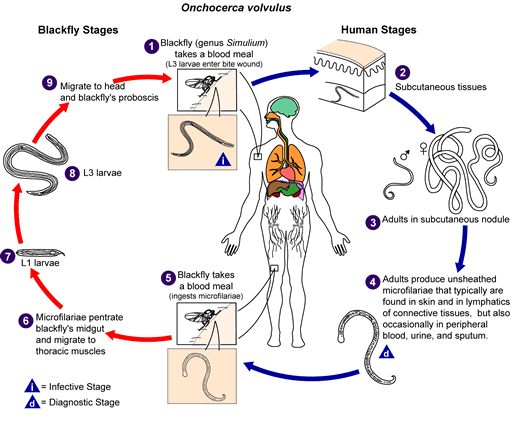
En illustration av O. volvulus livscykel med engelsk text

O. volvulus sprids med knott, och dess livscykel börjar när dessa livnär sig på blod och vävnadsvätska från en redan infekterad människa. Tillsammans med blodet och vävnadsvätskan följer mikrofilarier, som tränger in i tarmen hos knotten och vidare till bröstkorgen och flygmuskulaturen. Inom 6-12 dagar utvecklas dessa till juveniler, stadium 1 (ej fortplantningsmogna individer), och vidare till juveniler, stadium 2 och 3 som är små och hårliknande och den smittsamma formen av O. volvulus. Dessa små rundmaskar vandrar sedan till myggans munregion och inväntar inträde till den mänskliga och definitiva värden. Väl inne i människan utvecklas de till adulter vilket tar 1-3 månader.

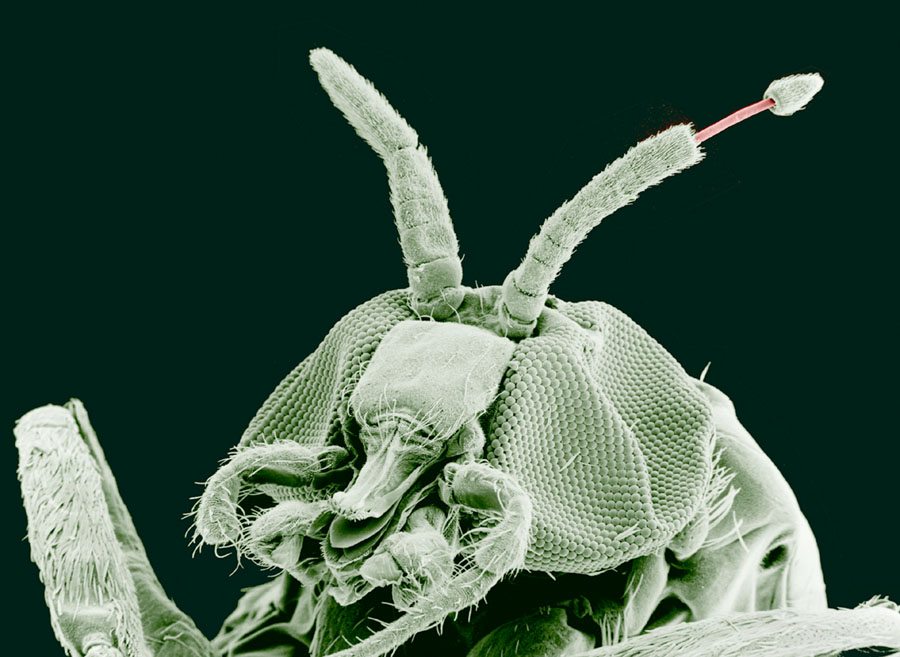
Knott (black fly) med en växande O. volvulus från myggans antenn

En vuxen rundmask har en livslängd på 8-15 år.
De vuxna rundmaskarna lever i grupper tillsammans i olika områden av människokroppen och livnär sig på kroppsvätskor från värden. Hanarna flyttar runt från grupp till grupp för att befrukta honorna. Det tar 3-12 veckor för de befruktade äggen att utvecklas till mikrofilarier och honan släpper sedan dessa i värdens kropp. En enda hona kan frigöra 1300-1900 mikrofilarier per dag under ca 9-11 år. Mikrofilarierna tar sig sedan vidare till blodkärl, lymfkärl, hud och bindväv för att invänta mellanvärden, knotten, och vidare utveckling. Mikrofilarierna kan leva upp till två år. De ansamlas på de platser där deras mellanvärd föredrar att bita och ofta i ögat.
O. volvulus lever i en endosymbios med bakterien Wolbachia. Wolbachia är ett släkte av bakterier och en av världens vanligaste parasitära mikrober. De har ofta en komplicerad växelverkan med sina värdar och lever mer i symbios än som parasiterande och många gånger är de nödvändiga för värdens reproduktion och överlevnad. I det endosymbiotiska förhållandet mellan Wolbachia och O. volvulus har det visats sig vara bakterien Wolbachia som orsakar inflammationen istället för nematoden.

## Sjukdomsbild

### Flodblindhet
O. volvulus orsakar bland annat iögonfallande knölar, ca 3 cm i diameter, på värdens kropp där rundmaskarna grupperat sig och kapslats in i fibrös vävnad. Placeringen av dessa knölar beror på geografiskt område, där de flesta infekterade i Centralamerika uppvisar knölar ovanför midjan, särskilt på hals och huvud. I Afrika syns dessa knölar oftast nedanför midjan och då koncentrerat till bäckenbotten och knän. Denna skillnad beror på att knotten som fungerar som mellanvärd föredrar att bita enligt ovan beskrivet mönster.
Det kan ta flera månader innan symptom uppkommer hos individer som vistats i endemiska områden.
O. volvulus sjukdomsmönster bygger på värdens immunsvar mot den vuxna masken och mikrofilarier. Symptom uppstår i hud och öga då mikrofilarierna flyttar runt i kroppen och bidrar till intensiva inflammatoriska reaktioner, särskilt när dessa dör. Vissa infekterade individer utvecklar skador på ögonen som leder till synnedsättning och blindhet, River blindness (flodblindhet), då de långdragna inflammationerna leder till ärrbildningar och förtjockning av hornhinnan i ögat. I huden orsakar de intensiv klåda, missfärgning, förtjockning och sprickor då huden förlorar sin elasticitet.
Mikrofilarier kan invadera många vävnader och organ och har hittas i både blod och urin.
Infektionen är inte primärt ödesdiger men bidrar till allvarlig sjukdom och är förknippad med smärta vid rörelse vilket leder till funktionsnedsättning och minskad arbetsproduktivitet. Hudens deformation kan också bidra till att störa sociala relationer och minska äktenskapliga framtidsutsikter.

### Behandling
Det finns inget vaccin eller läkemedel för att förhindra infektion av O. volvulus.
Stora framgångsrika elimineringsprogram pågår där man både koncentrerar sig på eliminering av knottets larver samt storskalig behandling med Ivermectin av befolkningen i drabbade områden. Ivermectin (150–200 µg/kg oralt, en till två gånger per år) är läkemedlet som man idag använder för att behandla onchocerciasis. Läkemedlet verkar genom att döda mikrofilarierna men har ingen effekt på de vuxna maskarna. Försök med antibiotika, doxycyklin (100 mg oralt per dag) har gett positiva resultat. Läkemedlet som direkt angriper Wolbachia, endosymbiot till O. volvulus, resulterar i att de vuxna honmaskarna steriliseras vilket hämmar nyproduktion av mikrofilarier och bidrar till en minskning av dessa hos infekterade individer.

### Nickar-sjukan
Trots att det inte är bevisat finns det tecken som tyder på ett samband mellan nickar-sjukan (river epilepsy) och O. volvulus. Nickar-sjukan (engelska: Nodding syndrome) är ett relativt nytt och föga känt tillstånd hos barn (5-15 år) i Afrika, söder om Sahara som karaktäriseras av att barnen drabbas av nickande perioder utlösta av varm eller kall mat och dryck. Barnet är dessutom vid dessa tillfällen okontaktbart. Vissa barn har också drabbats av epileptiska kramper. Sjukdomen leder bland annat till undernäring och har hög dödlighet.